# ميشيل كوزا

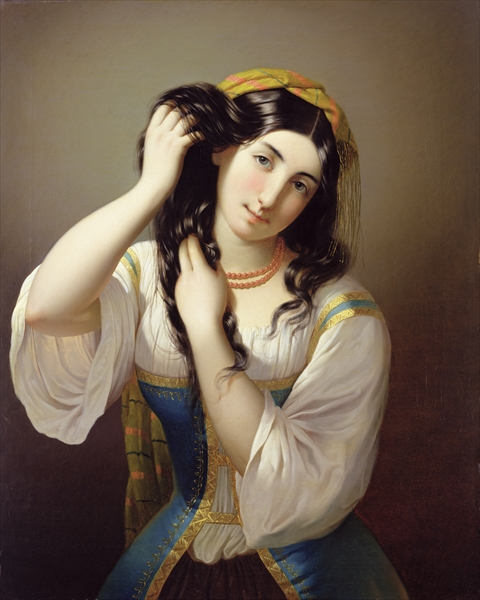
امرأة صقلية تصفف شعرها.

ميشيل كوزا رسام إيطالي من مواليد عام 1799 وكان نشيطا في القرن التاسع عشر الميلادي توفي 17 أكتوبر 1870 عن عمر يناهز 71 سنة. كان أستاذًا بأكاديمية ألبرتينا.